# Сантименталност
Сантименталността във философията е възглед в мета-етиката, според който моралът по някакъв начин се основава на морални чувства или емоции. Сантименталността в литературата се отнася до техники, които писателят използва, за да предизвика нежна емоционална реакция, непропорционална на съответната ситуация (и по този начин да замени засиленото и като цяло некритично чувство за нормални етични и интелектуални преценки). Терминът може също да характеризира склонността на някои читатели да инвестират силни емоции в банални или конвенционални измислени ситуации.
„Сантименталността често включва ситуации, които предизвикват много интензивни чувства: любовни авантюри, раждане, смърт“, но където чувствата се изразяват с „намалена интензивност и продължителност на емоционалното преживяване... разредени до безопасна сила чрез идеализиране и опростяване“. Въпреки това, като социална сила, сантименталността е трайност, проявяваща се например като „„Романтичната сантименталност... в лозунгите от 60-те години на миналия век: „силата на цветята“ и „правете любов, а не война““. Публичното изливане на скръб от смъртта на Даяна през 90-те години на миналия век, „когато се говори за фалшива сантименталност по отношение на принцеса Даяна“, също повдигна въпроси за „мощната черта на сантименталност в британския характер“ – степента, до която „сентименталността беше велика стара национална традиция“.